# Gangut (1719)
Pour les articles homonymes, voir Gangut.
Le Gangut (en russe : Гангут) est un navire de guerre à voiles de la Marine impériale de Russie ; il doit son nom à la première victoire navale remportée par la flotte russe lors de la bataille de Gangut le 7 août 1714. Ce navire prit part à la grande guerre du Nord (1700-1721).
La supervision et la construction du Gangut au chantier naval de l'Amirauté à Saint-Pétersbourg furent assurées par Richard Cosenza (1674-1736). Sa mise en service eut lieu à l'été 1719. Un seul navire de ce type fut construit.

## Les commandants à bord duGangut
- M. Falkenberg (1719)
- A. Rozengov (1721)
- A. Gostrat (1723-1728).

## Sources
- (ru) Cet article est partiellement ou en totalité issu de l’article de Wikipédia en russe intitulé « Гангут (линейный корабль, 1719) » (voir la liste des auteurs).